# Janerik Gidlund

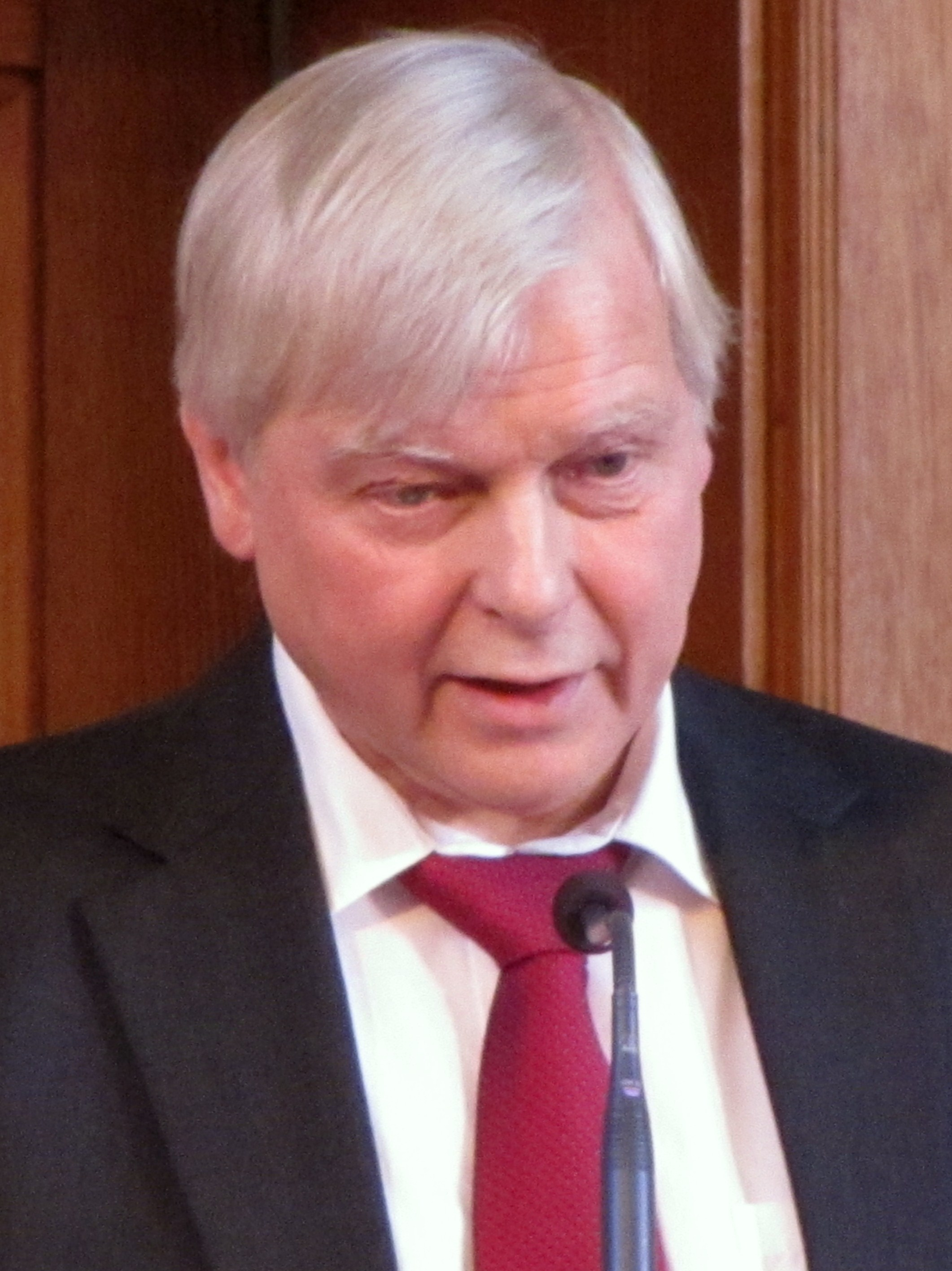
Janerik Gidlund 2010

Janerik Gidlund, född 6 juli 1947 i Trehörningsjö (Ångermanland), är en svensk statsvetare, fil.dr. 1978, tidigare rektor vid Örebro universitet 1999-2008, tidigare professor i offentlig förvaltning med specialområdet regional politik vid Umeå universitet. Tyngdpunkten i hans forskning har gällt frågor om demokrati, regionalisering och europeisk integration. 
Gidlund har socialdemokratisk bakgrund, bland annat som ordförande i kommunfullmäktige i Umeå kommun. År 2004 uppmärksammades Gidlunds politiska hemvist i samband med den omdiskuterade utnämningen av Göran Persson till hedersdoktor i medicin vid Örebro universitet, och blev en del av kritiken mot utnämningen.
1 juli 2008 efterträddes Gidlund som rektor för Örebro universitet av Jens Schollin.
Janerik Gidlund är gift med Gullan Gidlund (född 1945), också hon professor i statskunskap vid Örebro universitet.